# Município de Summit (condado de Monroe, Ohio)
O município de Summit (em inglês: Summit Township) é um município localizado no condado de Monroe no estado estadounidense de Ohio. No ano de 2010 tinha uma população de 647 habitantes e uma densidade populacional de 10,85 pessoas por km².

## Geografia
O município de Summit encontra-se localizado nas coordenadas 39° 46′ 59″ N, 81° 14′ 00″ O. Segundo a Departamento do Censo dos Estados Unidos, o município tem uma superfície total de 59.64 km², da qual 59,63 km² correspondem a terra firme e (0,01 %) 0,01 km² é água.

## Demografia
Segundo o censo de 2010, tinha 647 pessoas residindo no município de Summit. A densidade populacional era de 10,85 hab./km². Dos 647 habitantes, o município de Summit estava composto pelo 99,07 % brancos, o 0,31 % eram asiáticos, o 0,15 % eram insulares do Pacífico e o 0,46 % eram de uma mistura de raças. Do total da população o 0,15 % eram hispanos ou latinos de qualquer raça.